# Миси Елиот
Мелиса Арнет Елиот, познатија као Миси Елиот (Портсмут, 1. јул 1971) америчка је певачица, текстописац, музички продуцент, плесачица и филантроп. Музичку каријеру започела је са женском музичком ритам и блуз групом Систа почетком деведесетих година 20. века, а касније постала чланица музичког састава Swing Mob, заједно са Тимбаландом, дугогодишњим сарадником и пријатељем из детињства. Соло каријеру започела је 15. јула 1997. године објављивањем албума Supa Dupa Fly. Други албум  објавила је 1999. године, а потом и албуме Miss E... So Addictive (2001), Under Construction (2002), This Is Not a Test! (2003) и The Cookbook (2005)
Освојила је пет Греми награда и продала преко 30 милиона издања у Сједињеним Државама. Према Билборду, она је 2017. била реперка која је продала највише музичких издања у историји Nielsen SoundScan-a. Године 2019. постала је прва реперка која се нашла у Галерији славних текстописаца.

## Биографија и каријера

### 1971—1988
Мелиса Арнет Елиот рођена је 1. јула 1971. године у Портсмуту, Вирџинија. Једино је дете Патриције и Ронија, бившег маринца Америчке ратне морнарице. Док је њен отац био маринац, породица је живела Џексонвилу, Северна Каролина. Након што је отац Миси Елиот завршио са послом маринца, породица се преселила у Вирџинују, где су живели у сиромаштву. Тврдила је како ју је отац физички злостављао, а када је имала четрнаест година, заједно са мајком је побегла од куће. Са мајком је живела у Портсмунту, где је завршила средњу школу „Вудро Вилсон” 1990. године..

### 1989—1995: Бенд Систа и почетак каријере
Године 1989. Елиот је заједно са пријатељицама основала женску ритам и блуз музичку групу под називом Фајзе, која је касније променила име у Систа. Продуцент групе био је њен пријатељ Тимбаланд, а бенд је радио демо нумере, међу којима је био и сингл First Move, објављен 1991. године. Касније, 1991. године бенд је привукао пажњу продуцента Деванте Свинга, а након тога бенд се преселио у Њујорк и потписао уговор са издавачком кућом Elektra records, када је група преименована у Систа. Њихова дебитанска студијска песма Brand New објављена је 1993. године. Бенд Систа био је део ритам и блуз колектива Swing Mob, а сви чланови живели су заједно у двоетажној кући у Њујорку, где су радили на стварању музике. Елиот је у то време писала текстове и продуцирала сингл That's What Little Girls Are Made Of за певачицу Рејвен-Симон, на на песми се и појавила. Такође, Елиот је заслужна за стварање многих пројеката и албума одрађених од стране музичара који су окупљени око колектива Swing Mob. Године 1995. велики број чланова колектива Swing Mob се разишао, а Елиот, Тимбаланд, Магу, Гинувин и бенд Плаја остали су да сарађују до краја 1999. године као музички колектив The Superfriends.

### 1996—1998: Соло каријера и албум
Након што је напустила Swing Mob, Елиот је писала текстове заједно са Тимбаландом за бендове Sisters With Voices и 702, као и за певачицу Алију. Елиот и Тимбаланд написали су и продуцирали девет нумера за Алијин други студијски албум One in Milion, а међу њима налазе се и хит синглови If Your Girl Only Knew, One in a Million, Hot Like Fire и 4 Page Letter. Албум One in a Million добио је двоструки платинумски сертификат од стране Америчког удружења дискографских кућа. Елиот и Тимбаланд наставили су са писањем текстова другим уметницима. Елиот је 1996. године потписала уговор са издавачком кућом East West Records, за коју је снимала као соло уметник. Тимбаланд је и тада био њен продуцент и имао улогу у већини њених соло издања. Елиот је наставила да сарађује и са другим извођачима, 1997. године појавила се на песми All the Time, ритам и блуз бенда LSG. Током исте године гостовала је на песми Keys To My House бенда Леверт. Дана 15. јула 1997. године објављен је први студијски соло албум Миси Елиот, под називом Supa Dupa Fly. Албум је добио платинумски сертификат од стране Америчког удружења дискографских кућа, а са њега се истакао сингл . За песму је након тога снимљен видео спот који је режирао Харолд Вилијамс. Албум је номинован за најбољи реп албум на додели Греми награда 1998. године, али је изгубио од албума No Way Out, репера Шона Коумса. Елиот је наставила каријеру продуцента, текстописца, а уједно се појавила на неколико песама других музичара, укључујући продуцирање две песме на албуму My Love Is Your Love певачице Витни Хјустон.

### 1999— 2001: Албумии
Други студијски албум Миси Елиот, под називом Da Real World објављен је 22. јуна 1999. године и био је једнако успешан као први. Продат је у 1,5 милиона примерака у Сједињеним Државама и 3 милиона примерака широм света. Албум укључује синглове All n My Grill, Hot Boyz и She's a Bitch. Трећи студијски албум Миси, под називом Miss E... So Addictive објављен је 15. маја 2001. године и на њему су се нашле хит песме One Minute Man, Get Ur Freak On, међународни клупски хит 4 My People и мање комерцијално успешан сингл Take Away.

### 2002—2004: Албумии
Четврти студијски албум Елиот под називом Under Construction објављен је 12. новембра 2002. године и био је најпродаванији женски реп албум са 2,1 милион продатих примерака у Сједињеним Државама. Године 2002. Елиот је освојила Греми награду за најбољи соло реп перформанс, за песму . Године 2003. албум Under Construction номинован је за Греми награду за најбољи реп албум и најбољи албум те године. По Њујорк тајмсу, албум Under Construction био је најбољи албум 2002. године. На албуму су се нашао сингл Work It reached који је био на другом месту Билборд хот 100 листе и освојио награду Видео године, за спот песме. Други сингл, Gossip Folks, снимљен у сарадњим са репером Лудакрисом, био је десети на листи Билборд хот 100 и један је од најчешће пуштаних на МТВ телевизијским каналима. Између објављивања албума Under Construction и This Is Not a Test, Елиот је продуцирала песму . Наредни албум под називом This Is Not a Test! Елиот је објавила 25. новембра 2003. године и на њему су се нашли синглови Pass That Dutch и I'm Really Hot, али они нису доживели успехе као њени претходни синглови. Албум је продат у 690.000 примерака у Сједињеним Државама и додељен му је платинумски сертификат од стране Америчког удружења дискографских кућа. Године 2004. Елиот је гостовала на Сијериној песми 1, 2 Step. Током 2005. године покренула је сопствени ријалити шоу под називом Пут до звезда са Миси Елиот, који је имао једну сезону.

### 2005—2006: Албумии
Шести студијски албум под називом The Cookbook, Елиот је објавила 4. јула 2005. године, он је дебитовао на другом месту америчких музичких листа, а додељен му је златни сертифкат од стране Америчког удружења дискографских кућа. Албум је продат у 645.000 примерака у Сједињеним Државама. Током 2005. године Елиот је имала 5 номинација за Грмеми награду, укључујући и једну за најбољи реп албум. Први албумски сингл под називом Lose Control освојио је Греми награду за најбољи кратки видео и номинован је за најбољу реп песму. На додели Америчких музичких награда 2005. године, Елиот је победила као најбољи хип хоп извођач, а на наградама БРИТ била је номинована за најбољег међународног женског уметника. Песма Lose Control била је на другом месту листе Билборд хот 100. На албуму The Cookbook такође се нашао сингл We Run This. Албум са највећих хитовима Миси Елиот, под називом Respect M.E. објављен је 4. септембра 2006. године, а на њему су се нашле песме које је Елиот снимила у периоду од 1997. до 2005. године. Албум је објављен за Атлантик рекордс, а Елиот је уједно била и један од продуцената албума. Објављен је у Јужној Африци, Аустралији, Европи, Јапану и Бразилу. Respect M.E, албум хит песама Миси Елиот био је међу десет најбољих албума у Великој Британији.

### 2007—данас: Рад у музичкој продукцији и нови пројекти
Године 2007. Елиот је додељена хип хоп награда, а у част њене каријере многи уметници извели су неке од њених највећих хитова. Године 2008. објавила је песму Best, Best и планирала да изда албум. Године 2012. Елиот је са Тимбаландом објавила два сингла, 9th Inning и Triple Threat, а песме су се нашле на листи Billboard Hot Digital Songs. Песме Let It Go, Need U Bad и Everything to Me, које је Елиот писала и продуцирала за Кеишију Кол, Џазмин Саливан и певачицу Монику доживеле су успех и нашле се на првим местама музичких листа у Сједињеним Државама. Средином 2010. године, Елиот је имала дводелну турнеју по Европи, Азији, Африци и Аустралији., Године 2013. Миси Елиот гостовала је на албуму Wanna Be, певачице Еве. У наредном периоду Миси је гостовала на великом броју песама разних музичара, радила продукцију и писала текстове за песме.

## Дискографија
Студијски албуми
- Supa Dupa Fly (1997)
- Da Real World (1999)
- Miss E... So Addictive (2001)
- Under Construction (2002)
- This Is Not a Test! (2003)
- The Cookbook (2005)